# Константинов, Владимир Михайлович (орнитолог)
Владимир Михайлович Константинов (22 января 1937, Энгельс — 16 марта 2012, Москва) — советский и российский зоолог и эколог, доктор биологических наук, профессор, основатель нового научного направления в экологической орнитологии — «Экология врановых птиц и проблема синантропизации», автор и редактор более 10 учебников для общеобразовательных школ, средних специальных учебных заведений и вузов.

## Биография
Родился 22 января 1937 года в городе Энгельск, Саратовской области, в семье историка и философа Михаила Михайловича Константинова и учительницы русского и немецкого языков Инны Александровны Лаговской. В 1946 году семья переехала в город Воркута.
В 1953 году поступил на Естественный факультет Московского государственного педагогического института им. В. И. Ленина (с 1990 года называется Московский педагогический государственный университет).
По окончании МГПИ три года работал учителем в школе на Дальнем Востоке.
В 1962 году поступил в аспирантуру кафедры зоологии МГПИ, его научным руководителем был профессор А. В. Михеев. Защитил кандидатскую диссертацию на тему "Экология массовых видов врановых птиц"
Три года работал в лаборатории биологии и химии НИИ школьного оборудования и технических средств обучения Академии педагогических наук СССР. С 1972 по 1975 год командирован на Кубу руководителем группы специалистов для внедрения школьных методов и оборудования на базе школы-интерната имени В. И. Ленина вблизи Гаваны.
С 1975 года работал на кафедре зоологии МГПИ — лекции, семинары, лабораторные работы, практики, экспедиции, студенческий зоологический кружок, руководство курсовыми и дипломными работами, подготовка аспирантов, написание статей и учебников.
В 1983 году организовал Рабочую группу по изучению врановых птиц при Всесоюзном орнитологическом обществе.
В 1992 году защитил докторскую диссертацию на тему «Фауна, население и экология птиц антропогенных ландшафтов лесной зоны Русской равнины (проблемы синантропизации и урбанизации птиц)».
Профессор кафедры зоологии и экологии Института биологии и химии МПГУ.
Скончался от инсульта 16 марта 2012 года в Москве, похоронен на Хованском кладбище.

## Вклад в науку
Бессменный руководитель Рабочей группы по изучению врановых птиц при Мензбировском орнитологическом обществе с 1983 года (с момента его основания в СССР), тогда как Всесоюзного. Под его руководством проводились согласованные исследования по врановым в различных регионах России, Украины, Белоруссии.
Одним из приоритетных направлений его работ стали учёты птиц в антропогенных ландшафтах центрального региона Европейской России, начатые им в середине 1960-х годов. Эти исследования продолжаются его учениками в настоящее время. Результаты многолетних полевых исследований обсуждались на 8 научных конференциях по врановым. Под редакцией В. М. Константинова были изданы тезисы и труды этих конференций, опубликовано 5 монографий.
Подготовил 8 докторов и несколько десятков кандидатов биологических наук. Среди его учеников — Л. В. Маловичко, И. И. Рахимов, В. Г. Бабенко, Е. И. Хлебосолов, А. Н. Хохлов, Е. О. Фадеева, Л. Ф. Скрылева и многие другие.

## Награды и премии
- Почётный дипломом Высшего экологического совета Государственной думы Российской Федерации
- Почётная грамота Госкомитета СССР по народному образованию
- Почётная грамота за многолетнюю работу в федеральном экспертном совете по общему образованию Министерства общего и профессионального образования РФ
- Диплом Общества Знание за книгу «Птицы Москвы и Подмосковья».